# Сити (Ратови звезда)
Сит се користи да се опишу две одвојене, али и повезане групе. Овај термин се најчешће односи на зли култ посвећен мрачној страни Силе, који је пандан добрим Џедајима. Њихове вође су познате као Сит лордови, а најмоћнији међу њима као Мрачни господари Сита. Практиционисти мрачне стране Силе у фиктивном универзуму филма Звездани ратови су помоћу својих лоших, сирових емоција (бес, мржња, завист...) долазили до моћи које је пружала мрачна страна. За оснивача реда сматра са Дарт Анеду, Сит лорд толико моћан да је могао помоћу Силе да своје мртво тело покреће истовремено обитавајући у њему. Многи пратиоци овог култа су пали Џедаји који су се окренули мрачној страни. Сит лордови најчешће узимају имена испред којих се налази и титула „Дарт“. Овај чланак ће се углавном бавити овом групом. 
Другу групу представља хуманоидна раса покорена од стране ратника-свештеника посвећених мрачној страни Силе, који су касније преузели име покорених као своје, и постали горепоменути култ Сита.

## Етимологија речи Сит
Реч „Сит“ је први пут искоришћена у сценарију за Ратове звезда, у контексту Дарта Вејдера као „Мрачног господара Сита“. Џорџ Лукас није ни у сценарију ни било где другде тачно објаснио шта је под овим термином мислио. Рани радови фанова су ову титулу објашњавали тиме што су претпостављали да постоји нека група Сита чији је вођа Дарт Вејдер. Одатле је створена прича о раси Сита који су поробљени од стране корисника мрачне стране Силе. Током десет и више година радови из фантастике су обрађивали ову тему. Међутим, радећи прва три дела саге, Лукас је одбацио овакав начин интерпретације термина и уместо тога реч „Сит“ искористио да означи све негативце у филму, тј. оне који користе мрачну страну Силе (користећи термин Сит лорд уместо Мрачни господар Сита). Фантастика коју су писали фанови и проширени универзум Звезданих ратова су, онда, покушали да укомбинују ова два појма.

## Дарт
Дарт је титула дата свим ситовима након што су заслужили да буду Сит лордови. Некада је ова титула додаван на рођено име особе (нпр. Дарт Реван) или потпуно ново, Сит име (Дарт Сидијус). У филму Нова нада Оби-Ван (Бен) Кеноби се обраћа свом бившев ученику само са Дарте као да је то његово право име. Додуше, касније са појавом Императора долази се до претпоставке да је Кеноби
био саркастичан, ругајући му се.

## Филозофија Сита
Страх води до беса.
Бес води до мржње.
Мржња води до моћи.
Моћ води до победе.
Нека бес тече кроз тебе.
Мржња те чини јаким.
Права моћ достиже се само
кроз безбедан пролазак кроз
пробу граница нечијег беса.
Гнев каналисан кроз бес је незаустављив.
Мрачна страна Силе
нуди незамисливу моћ.
Мрачна страна је јача од светле.
Слаби заслужују своју судбину.
–принципи филозофије Сита
Сит лордови су посвећени мрачној страни Силе и од њих се очекује да се окрећу бесу, страху и мржњи да би постали моћнији. Из овог разлога, Сити одржавају извесну психолошку изолацију се одржавају изнад других.

### Сит код
Сит код је мантра која је појачавала уверења реда Сита. Овај код се развио много хиљада година пре дешавања у филмовима Звезданих ратова и био је предаван као основа учења Сита на Сит Академији на Корибану, још у време Старе Републике.
Мир је лаж, постоји само страст.
Кроз страст, моја снага расте.
Кроз снагу, моја моћ расте.
Кроз моћ, ја побеђујем.
Кроз победу, моји су окови скрхани.
Сила ће ме ослободити.